# Bas Smets
Bas Smets (* 1975 in Hasselt) ist ein belgischer Landschaftsarchitekt.

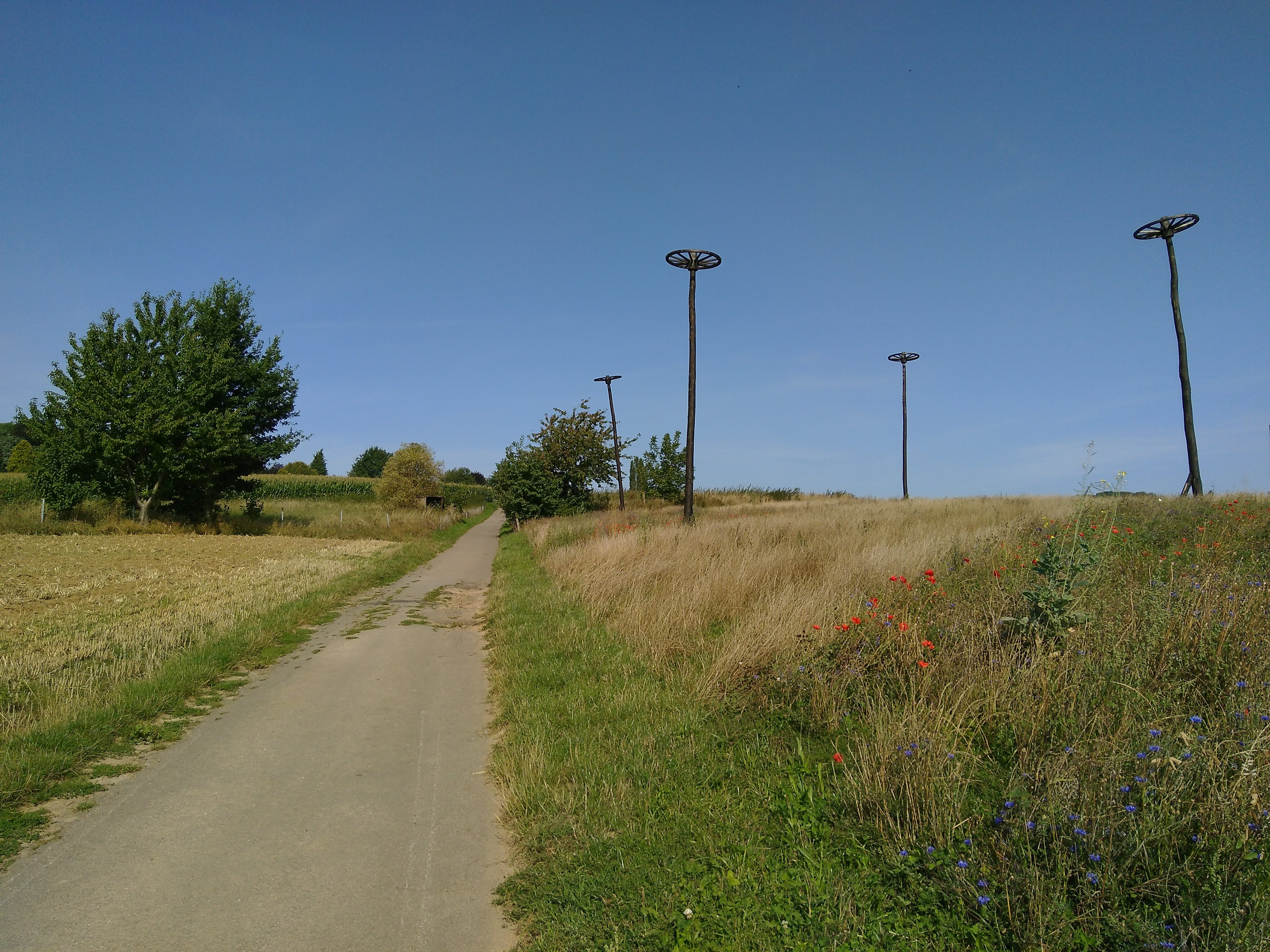
Folterräder anstelle von Bäumen in einer Landschaft: Eine Arbeit von Bas Smets, die von Bruegels Gemälde Der Triumph des Todes angeregt wurde

## Werdegang
Smets gründete 2007 in Brüssel ein Architekturbüro und realisiert im Team mit anderen Architekten in zahlreichen Ländern Projekte zur Landschaftsarchitektur. Bas Smets ist auch Kurator der Biennale Bordeaux.

## Projekte
Zaventem, Flughafen Brüssel, hat er 2017 ein kreisrundes Monument mit Blaustein-Elementen zum Gedenken an den Anschlag 2016 gestaltet.
Im Jahr 2017 gestaltete er den Park des Estnischen Nationalmuseums, Tartu, auf dem Gelände des ehemaligen, einst größten osteuropäischen Militärflughafens der sowjetischen Luftstreitkräfte.
2013 gewann er mit Partnern den internationalen Wettbewerb um den Midi District Masterplan für die Umgestaltung des Areals um den Bahnhof Bruxelles Midi. Ziel ist die Sanierung des internationalen Bahnhofsareals im Zentrum Brüssels.
2021 wurde nach mehrjähriger Projektlaufzeit der 10 Hektar große Landschaftspark des Kulturkomplexes Luma Arles fertiggestellt. Bas Smets hat der 41.800 Quadratmeter großen Industriefläche, die zuvor vollständig betoniert war, eine neue Topographie gegeben. Im öffentlich zugänglichen Atelierpark wurden über 500 neue Bäume gepflanzt und ein 2500 m² großer Teich angelegt. Der von Bas Smets entworfene Landschaftspark wurde 2021 in der Kategorie „Öffentliche Räume und Landschaften“ des Equerre d’argent, eines Architekturpreises, nominiert.
Zusammen mit Kersten Geers und David Van Severen hat er mehrere Plätze entlang des Pearling Path in der UNESCO-Weltkulturerbestätte zur Perlenfischerei in Muharraq, Bahrain, entworfen.
In 2017 gestaltete Bas Smets die Landschaftsarchitektur um das Polyvalente Sportzentrum La Fraineus in Spa von BAUKUNST.
2022 gewann das Bureau Bas Smets den Wettbewerb zur Neugestaltung des Vorplatzes von Notre Dame in Paris. Wir ändern nicht alles, wir respektieren die lange Geschichte des Ortes, aber wir wollen ihn an den Klimawandel anpassen, sagte Bas Smets bei der Präsentation der Pläne.

## Ehemalige Mitarbeiter
- 2007–2010: Dries Rodet